# Henri Fabre (ingénieur)
 (février 2011).
Si vous disposez d'ouvrages ou d'articles de référence ou si vous connaissez des sites web de qualité traitant du thème abordé ici, merci de compléter l'article en donnant les références utiles à sa vérifiabilité et en les liant à la section « Notes et références ».
Pour les articles homonymes, voir Henri Fabre et Fabre.
Henri Marie Léonce Fabre, né à Marseille (Bouches-du-Rhône) le 29 novembre 1882 et mort le 28 juin 1984 au Touvet (Isère), à l'âge de 101 ans, est un ingénieur, aviateur et industriel français. Il est l'inventeur en 1910 de l'hydravion (d'abord nommé hydro-aéroplane, jusqu'en 1913).

## Biographie
Issu de la famille d'armateurs marseillais Cyprien-Fabre, fils de l'armateur Ernest Fabre et d'Adèle Grand-Dufay, Henri Fabre épouse Mlle de Montgolfier. Après de brillantes études à la Faculté des sciences de Marseille puis des études d'ingénieur à l'École supérieure d'électricité (Paris), Henri Fabre se consacra pendant quatre années à la conception, aux essais et à la réalisation de son hydro-aéroplane muni de trois flotteurs. Dans la réalisation de ce projet, il eut pour mécanicien Marius Burdin, ancien mécanicien du capitaine Ferdinand Ferber, et pour dessinateur, Léon Sebille, un architecte naval marseillais. L'appareil construit, de type « canard », dont il reprit le nom, avait une envergure de 14 m, une longueur de 8,5 m, un poids de 380 kg. Il était équipé d'un moteur Gnome Omega de 50 ch qui entraînait une hélice de 2,60 m.

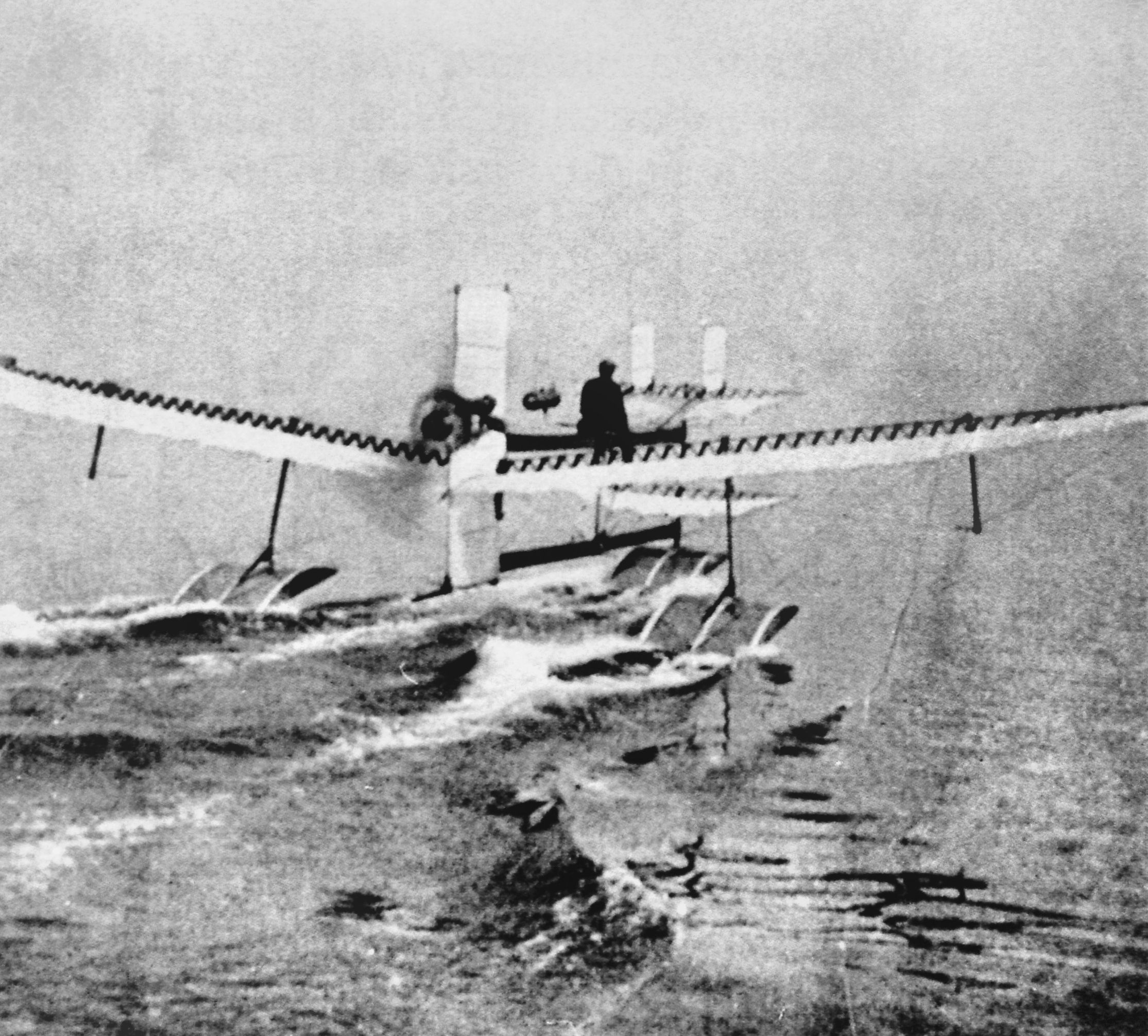
Henri Fabre sur un hydroplane le 28 mars 1910.

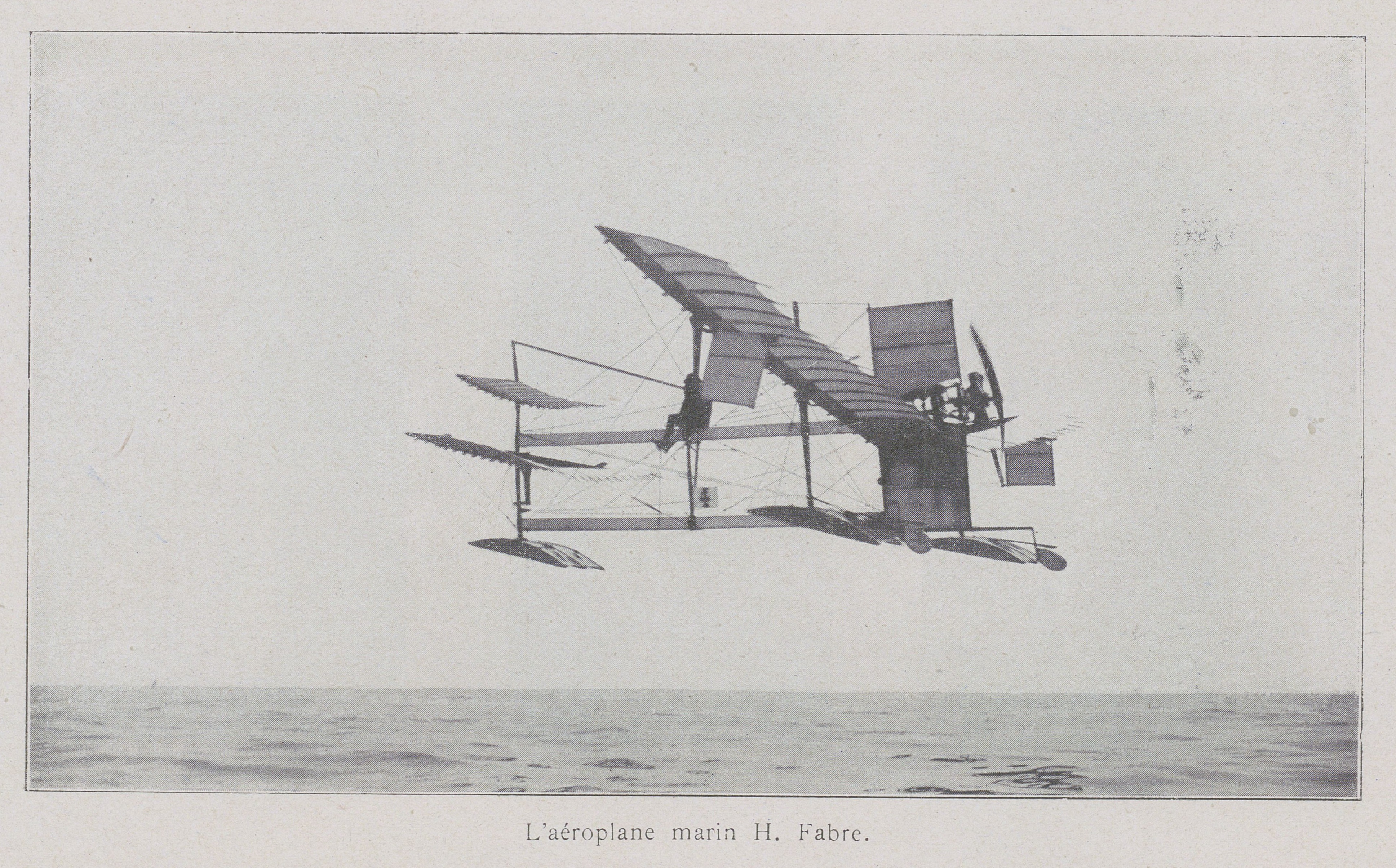
L'hydravion de Fabre en vol.

Le 28 mars 1910, en France, près de Martigues (Bouches-du-Rhône), au bord de l'étang de Berre, face au village de la Mède, Henri Fabre fit décoller son hydravion devant un public nombreux dans lequel se trouvait l'aviateur Louis Paulhan. L'appareil parcourut 800 mètres au-dessus de l'étang et se posa sur l'eau : c'était le premier hydravion au monde à avoir décollé de manière autonome, réussi son vol et son amerrissage. Le succès de ce premier vol fut mondial : ce jour-là, Henri Fabre, alors âgé de 27 ans, devenait l'incontestable inventeur, constructeur et premier pilote de ce nouvel engin volant : l'hydravion.
Le 26 janvier 1911, à San Diego, l'américain Glenn Curtiss décolle de la surface de l'océan et vient amerrir à côté du cuirassé Pennsylvania. Hissé à bord puis remis à l'eau, il rejoint la côte par la voie des airs. Il fait alors dresser un acte officiel stipulant qu'il est le « premier à avoir volé à bord d'un hydravion ».
Toujours en 1911, l'hydravion « Canard », piloté cette fois par Jean Becue, vola au prestigieux Concours de Canots Automobiles de Monaco. Après le premier vol, Henri Fabre entreprit aussitôt la commercialisation de son appareil et en construisit plusieurs exemplaires.

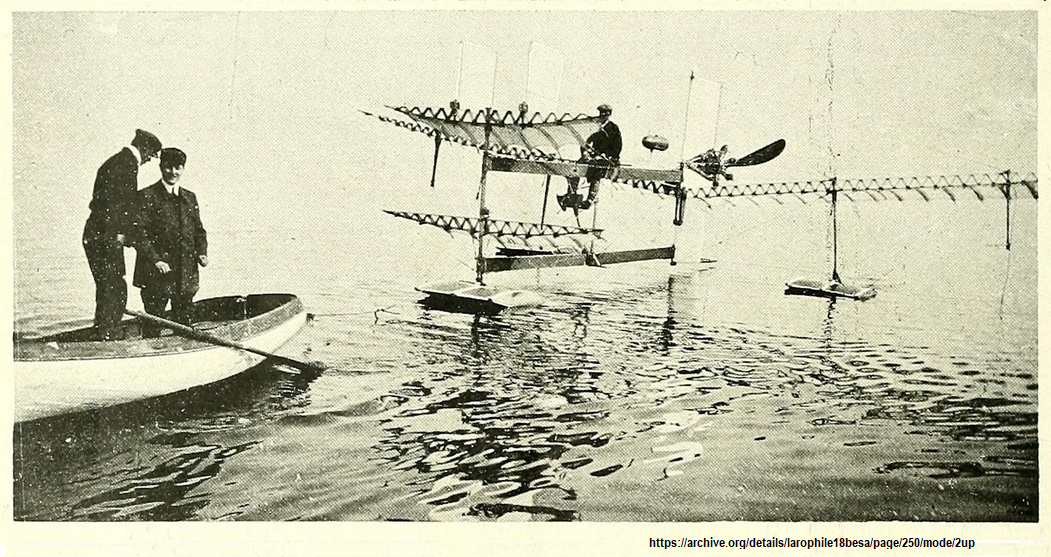
Autre vue de l'Hydro-aéroplane.

Après la Première Guerre mondiale, Henri Fabre cessa de se consacrer à la construction aéronautique. Son activité resta celle d'un ingénieur, chef d'une entreprise de construction de machines destinées à l'industrie dans divers secteurs. Il continua d'ailleurs à concevoir d'autres inventions, comme son « bateau-clac », bateau pliable sur lequel il naviguait et qu'il pouvait mettre dans sa 2 CV.
On peut voir deux exemplaires de l'historique hydravion « Canard » :
- l'un minutieusement restauré par une équipe de passionnés, se trouve à l'aéroport de Marignane (Bouches-du-Rhône) proche de l'endroit où eut lieu le premier vol,
- l'autre exemplaire est exposé au Musée de l'air et de l'espace du Bourget (Seine-Saint-Denis)[4].

## Honneurs posthumes

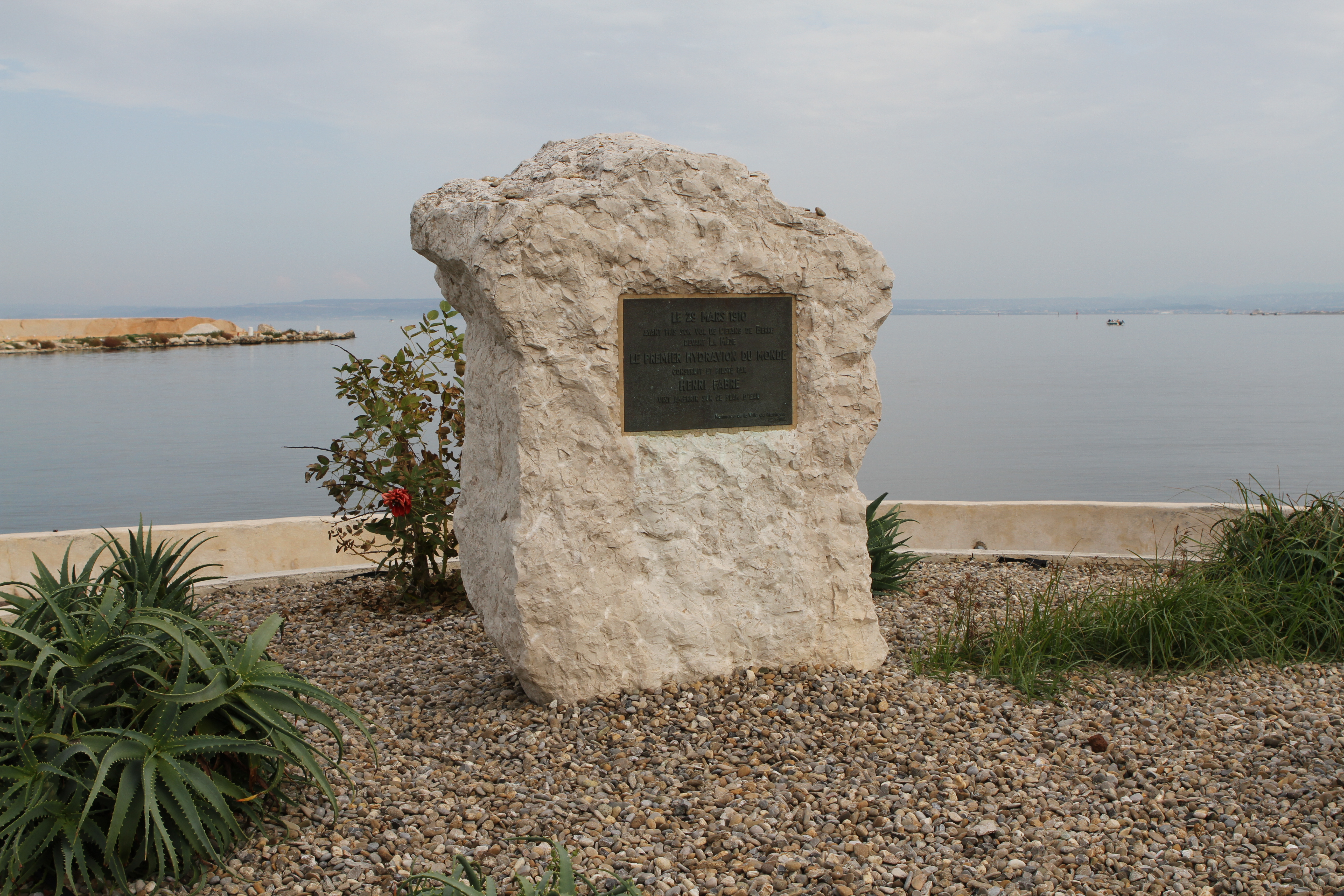
Plaque commémorative du 1er vol mondial en hydravion d'Henri Fabre, Martigues.

- Deux monuments commémorent cet événement du 28 mars 1910 :
  - Le premier, érigé par la Chambre de Commerce de Marseille en 1935, se trouve dans le village de La Mède (Châteauneuf-lez-Martigues), près du bord de l'étang de Berre, à l'endroit où l'hydro-aéroplane avait décollé en 1910 : il représente un canard en vol au sommet d'une colonne.
  - L'autre monument, inauguré en 1965, est à Martigues (Bouches-du-Rhône), face au plan d'eau de l'amerrissage[5].
- L'école de Lumbin (commune du département de l'Isère proche du Touvet) porte le nom d'Henri Fabre.
- Pour le centième anniversaire du premier vol en hydravion, La Poste française émet un timbre le 29-03-2010[6].
- La Poste française émet un timbre à son effigie en 1986.
- Le 7 avril 1927, il est nommé membre de l'Académie de Marseille.
- Création en 2015 de l'Association TEAM Henri-Fabre (team-henri-fabre.com) et inauguration en 2016 du Technocentre Henri-Fabre sur Marignane. Un projet public-privé qui rassemble industriels, monde économique, emploi et formation pour bâtir ensemble l'industrie du futur[7].
- La promotion 2023 de l'école CentraleSupélec a été baptisée en son honneur.

### Sources
- Documents d'époque et récits sur le premier hydravion: réf. site http://www.fabre2010.fr Le Canard Fabre et son histoire.
- Premier vol d'un hydravion 28 mars 1910: réf. site http://infos.etangdeberre.free.fr Aviation, Hydraviation de l'étang de berre
- Les secrets du canard: réf. site http://infos.etangdeberre.free.fr Aviation, Hydraviation de l'étang de berre
- un morceau du canard découvert 100 ans après: réf. site http://infos.etangdeberre.free.fr Aviation, Hydraviation de l'étang de berre
- Restauration du planeur: réf. site http://infos.etangdeberre.free.fr Aviation, Hydraviation de l'étang de berre
- Récit sur Henri Fabre: film de ProvenceTV.fr